# SN 2008jb
SN 2008jb – supernowa typu II odkryta 23 listopada 2008 roku w galaktyce E302-G14. W momencie odkrycia miała maksymalną jasność 13,60m.